# Dubravka Dačić
Dubravka Dačić (Capodistria, 6 maggio 1985) è un'ex cestista slovena naturalizzata italiana.
Alta 201 cm, giocava come centro.

## Carriera

### Nei club
Esordisce in Serie A1 nel 2002 a 17 anni con la maglia del Basket Parma dove resta sino al 2007. Dal 2007 al 2010 disputa tre stagioni all'estero, indossando la maglia di ŽBK Dinamo Mosca (Russia), Ros Casares Valencia (Spagna) e Beşiktaş Cola Turka (Turchia). A stagione 2010-2011 in corso, è ritornata a giocare nel massimo campionato italiano approdando al Cras Taranto che l'ha tesserata per farla giocare in Eurolega, sostituendo la pivot brasiliana Ilisaine Karen David.
Attualmente è in forza alla squadra partenopea Dike basket Napoli che milita in A2.

### In Nazionale
Nel 2007 è stata convocata per gli Europei in Italia con la maglia della nazionale dell'Italia.

## Statistiche

### Cronologia presenze e punti in Nazionale
| Cronologia completa delle presenze e dei punti in Nazionale - Italia | Cronologia completa delle presenze e dei punti in Nazionale - Italia | Cronologia completa delle presenze e dei punti in Nazionale - Italia | Cronologia completa delle presenze e dei punti in Nazionale - Italia | Cronologia completa delle presenze e dei punti in Nazionale - Italia | Cronologia completa delle presenze e dei punti in Nazionale - Italia | Cronologia completa delle presenze e dei punti in Nazionale - Italia | Cronologia completa delle presenze e dei punti in Nazionale - Italia |
| Data                                                                 | Città                                                                | In casa                                                              | Risultato                                                            | Ospiti                                                               | Competizione                                                         | Punti                                                                | Note                                                                 |
| -------------------------------------------------------------------- | -------------------------------------------------------------------- | -------------------------------------------------------------------- | -------------------------------------------------------------------- | -------------------------------------------------------------------- | -------------------------------------------------------------------- | -------------------------------------------------------------------- | -------------------------------------------------------------------- |
| 12-8-2007                                                            | Bormio                                                               | Italia                                                               | 63 - 59                                                              | Bulgaria                                                             | Torneo amichevole                                                    | 9                                                                    | [ 2 ]                                                                |
| 14-8-2007                                                            | Bormio                                                               | Italia                                                               | 60 - 63                                                              | Russia                                                               | Torneo amichevole                                                    | 8                                                                    | [ 3 ]                                                                |
| 17-8-2007                                                            | Bormio                                                               | Italia                                                               | 83 - 60                                                              | Slovenia                                                             | Amichevole                                                           | 12                                                                   | [ 4 ]                                                                |
| 8-9-2007                                                             | Porto San Giorgio                                                    | Italia                                                               | 82 - 78                                                              | Rep. Ceca                                                            | Torneo amichevole                                                    | 8                                                                    | [ 5 ]                                                                |
| 9-9-2007                                                             | Porto San Giorgio                                                    | Italia                                                               | 63 - 60                                                              | Turchia                                                              | Torneo amichevole                                                    | 2                                                                    | [ 6 ]                                                                |
| 15-9-2007                                                            | Cervia                                                               | Italia                                                               | 88 - 101 dts                                                         | Croazia                                                              | Torneo amichevole                                                    | 18                                                                   | [ 7 ]                                                                |
| 16-9-2007                                                            | Cervia                                                               | Italia                                                               | 71 - 60                                                              | Germania                                                             | Torneo amichevole                                                    | 4                                                                    | [ 8 ]                                                                |
| 17-9-2007                                                            | Cervia                                                               | Italia                                                               | 51 - 61                                                              | Francia                                                              | Torneo amichevole                                                    | 6                                                                    | [ 9 ]                                                                |
| 20-9-2007                                                            | Cervia                                                               | Italia                                                               | 57 - 50                                                              | Turchia                                                              | Amichevole                                                           | 10                                                                   | [ 10 ]                                                               |
| 24-9-2007                                                            | Chieti                                                               | Italia                                                               | 55 - 60                                                              | Russia                                                               | EuroBasket 2007 - Prima fase Girone C                                | 2                                                                    | [ 11 ]                                                               |
| 25-9-2007                                                            | Chieti                                                               | Italia                                                               | 65 - 55                                                              | Grecia                                                               | EuroBasket 2007 - Prima fase Girone C                                | 0                                                                    | [ 12 ]                                                               |
| 26-9-2007                                                            | Chieti                                                               | Italia                                                               | 48 - 64                                                              | Francia                                                              | EuroBasket 2007 - Prima fase Girone C                                | 7                                                                    | [ 13 ]                                                               |
| 29-9-2007                                                            | Ortona                                                               | Italia                                                               | 64 - 79                                                              | Spagna                                                               | EuroBasket 2007 - Seconda fase Girone F                              | 4                                                                    | [ 14 ]                                                               |
| 1-10-2007                                                            | Ortona                                                               | Italia                                                               | 64 - 43                                                              | Serbia                                                               | EuroBasket 2007 - Seconda fase Girone F                              | 0                                                                    | [ 15 ]                                                               |
| 3-10-2007                                                            | Ortona                                                               | Italia                                                               | 51 - 66                                                              | Bielorussia                                                          | EuroBasket 2007 - Seconda fase Girone F                              | 7                                                                    | [ 16 ]                                                               |
| Totale                                                               |                                                                      | Presenze                                                             | 15                                                                   |                                                                      | Punti                                                                | 97                                                                   |                                                                      |

## Palmarès
- Campionato italiano: 1
Taranto Cras Basket: 2011-12
- Coppa Italia: 1
Taranto Cras Basket: 2011-12
- Supercoppa italiana: 
Taranto Cras Basket: 2010